# Chiesa di Maria Vergine Assunta (Bene Vagienna)
La chiesa di Maria Vergine Assunta è la parrocchiale di Bene Vagienna, in provincia di Cuneo e diocesi di Mondovì; fa parte dell'unità pastorale di Dogliani-Benevagienna.

## Storia
La prima citazione della pieve di Bene Vagienna risale al 901; da essa dipendevano gli altri luoghi di culto benesi, oltre alle chiese di Santa Margherita di Cherasco, di San Gregorio a Cervere, di San Giovanni e di Sant'Odegario di Monfalcone, di San Pietro di Sarmatorio, di Santa Margherita e di San Pietro di Carrù, di Santa Malia, di Santo Stefano e di San Michele di Piozzo e gli oratori di San Pietro di Manzano e delle Fontane.
La chiesa, già interessata da un rifacimento nel XV secolo, venne riedificata tra il 1642 e il 1659 su disegno di Giovenale Boetto.
L'edificio venne modificato tra i secoli XIX e XX, periodo in cui si procedette alla ricostruzione della facciata.

## Descrizione

### Esterno
La facciata a salienti della chiesa, rivolta a sudest, è suddivisa da una cornice marcapiano in due registri, entrambi scanditi da semicolonne e lesene; quello inferiore è caratterizzato dai tre portali d'ingresso e da due finestre, mentre quello superiore, affiancato da due volute, è abbellito da una serliana e coronato dal timpano triangolare.
Annesso alla parrocchiale è il campanile a pianta quadrata, la cui cella campanaria presenta su ogni lato una monofora e coronata dalla guglia a base circolare.

### Interno
L'interno dell'edificio si compone di un'unica navata, sulla quale si affacciano le profonde cappelle laterali introdotte da archi a tutto sesto e le cui pareti sono scandite da lesene composite sorreggenti la trabeazione modanata e aggettante sopra la quale si imposta la volta; al termine dell'aula si sviluppa il presbiterio, rialzato di alcuni gradini, ospitante l'altare maggiore e chiuso dall'abside semicircolare.
Qui sono conservate diverse opere di pregio, tra le quali degli affreschi eseguiti da Luigi Morgari.